# Juan Martín del Potro
Juan Martín del Potro (Tandil, 23 september 1988) is een voormalig professioneel tennisspeler uit Argentinië. Del Potro brak in 2008 door met vier toernooizeges. In 2009 won hij eveneens vier toernooien, waaronder zijn eerste grandslamtriomf op het US Open 2009, waar hij in de halve finale met gemak Rafael Nadal opzij zette en in de finale vijfvoudig toernooiwinnaar Roger Federer in vijf sets wist te verslaan. Aan het eind van het seizoen bereikte hij ook de finale van de ATP World Tour Finals, maar hij verloor de finale van de Rus Nikolaj Davydenko. Eerder in het seizoen bereikte hij op het Australian Open 2009 de kwartfinale en op Roland Garros 2009 de halve finale. Door deze prestaties bereikte hij op 11 januari 2010 de vierde plaats op de wereldranglijst.
Hardnekkige polsblessures leken zijn verdere carrière lang in de weg te staan, maar in 2012 leefde de Argentijn weer op. Op zowel het Australian Open 2012, Roland Garros 2012 als op het US Open 2012 bereikte hij de kwartfinales. Op het Olympisch tennistoernooi 2012 bereikte hij de halve finale, maar verloor die van Federer. In de strijd om het brons versloeg hij de Serviër Novak Đoković, op dat moment de nummer een van de wereld.
In 2013 bereikte Del Potro op Wimbledon 2013 de halve finale, maar verloor in vijf spannende sets van Đoković. Opnieuw gooide een polsblessure roet in het eten. In 2016 kwam Del Potro definitief terug. Op de Olympische Spelen in Rio de Janeiro verraste Del Potro in de eerste ronde Novak Đoković. In de halve finale versloeg hij de Spanjaard Rafael Nadal, om vervolgens in de finale het onderspit te delven tegen de Brit Andy Murray, waardoor hij genoegen moest nemen met zilver. Vervolgens bereikte hij op de US Open 2016 de kwartfinale, waarin hij verloor van de Zwitser Stanislas Wawrinka, de latere winnaar. Aan het eind van het seizoen had hij een groot aandeel in de finale van de Davis Cup, die met 3-2 werd gewonnen van gastland Kroatië.
In 2018 won hij ten koste van Roger Federer op het ATP-toernooi van Indian Wells zijn eerste Masterstitel. Aan het einde van de zomer bereikte hij op de US Open 2018 zijn tweede grandslamfinale, maar verloor deze in straight sets van Novak Đoković. Voorafgaand aan dit toernooi stond Del Potro op de derde plaats van de wereldranglijst, zijn hoogste positie tot dan toe.
Del Potro bereikte in zijn loopbaan tot nu toe 35 finales en won 22 ATP-titels.

## Carrière

### 2005–2006
Aan het einde van 2005 werd Del Potro proftennisser. Nadat hij als 14-jarige jongen mee ging doen in het ITF-circuit, haalde hij in 2005 zijn eerste ITF-titels. Naast ITF-titels won hij ook enkele futures.
In 2006 speelde Del Potro zijn eerste ATP-toernooien. In zijn eerste toernooi in Viña Del Mar won hij de eerste ronde, maar in de tweede ronde was Fernando González te sterk. Later dat jaar kwalificeerde hij zich als 17-jarige voor Roland Garros en voor de US Open. Hij wist dit jaar echter nog geen potten te breken en strandde in de eerste ronde. Wel won hij in 2006 nog enkele challengertoernooien.

### 2007
In 2007 debuteerde Del Potro op de Australian Open, hij kwam in de 2e ronde weer Fernando González tegen. In de vijfsetter moest Del Potro in de laatste set opgeven. Later, op Roland Garros, lukte het de Argentijn niet om de 2e ronde te halen, op zijn debuut op Wimbledon lukte dat weer wel. In 2007 steeg Del Potro op de ATP-ranglijst door met regelmaat ver in ATP-toernooien te komen. In juli won Del Potro zijn eerste dubbeltitel in het ATP-circuit. Hij dubbelde met Travis Parrott en won het ATP-toernooi van Indianapolis. Op de US Open bereikte hij z'n beste resultaat op een grandslamtoernooi tot dan toe, hij haalde de derde ronde. In die derde ronde versloeg Novak Đoković hem met 6-1, 6-3 en 6-4.

### 2008
Aansluiting bij de wereldtop vond plaats in 2008. Hij kwam op de grandslamtoernooien niet verder dan de tweede ronde, behalve op de US Open. Op dat toernooi bereikte hij de kwartfinale. Verder won Del Potro de ATP-toernooien van Stuttgart, Kitzbühel, Los Angeles en Washington. Hiermee eindigde Del Potro in de top 10, wat hem recht gaf mee te doen aan de Tennis Masters Cup aan het eind van het jaar. Hier geraakte hij echter niet verder dan de poulefase.

### 2009
Het jaar 2009 begon voor Del Potro goed, doordat hij het ATP-toernooi van Auckland op zijn naam wist te schrijven. Hij won de finale van dat toernooi van de Amerikaan Sam Querrey. Tijdens de Australian Open wist hij dit jaar verder te komen dan vorige jaren. Hij haalde de kwartfinale, waarin hij hard onderuit ging tegen de latere finalist, Roger Federer. Op 6 april werd Del Potro nummer 5 van de wereld, op dat moment zijn hoogste positie op de ATP-ranking. Tijdens Roland Garros bereikte Del Potro de halve finale, zijn beste grandslamresultaat tot dan toe. Hierin versloeg Federer hem weer, het werd 6-3, 6-7(2), 6-2, 1-6 en 4-6. Op Wimbledon lukte het de Argentijn alweer niet om de 3e ronde te bereiken, ditmaal werd hij verslagen door de voormalige winnaar Lleyton Hewitt met 6-3, 7-5 en 7-5. Dit jaar won Del Potro de US Open, na een daverende finale tegen Roger Federer met 3-6, 7-6 (5), 4-6, 7-6 (4) en 6-2. Deze overwinning bezorgde Del Potro zijn allereerste grandslamtitel.
In november deed hij mee aan de ATP World Tour Finals. In de groepsfase verloor hij van Andy Murray, maar won hij wel van Roger Federer en Fernando Verdasco. Del Potro ging uiteindelijk door naar de laatste vier. Hij versloeg Robin Söderling in de halve finale in 3 sets en bereikte voor het eerst de finale. Hij verloor in de finale van de Rus Nikolaj Davydenko met 3-6 en 4-6. Del Potro eindigde dat jaar als vijfde.

### 2010
Het seizoen 2010 begon voor de Argentijn met zijn deelname aan de Australian Open, waar hij in de vierde ronde in vijf sets werd verslagen door Marin Čilić. Na dit verlies laste hij een pauze in om van zijn peesontsteking te laten genezen. Hij moest daardoor afzeggen voor enkele toernooien. Op 4 mei onderging hij een operatie aan zijn pols. Op 19 mei kondigde Del Potro aan zijn titel op de US Open niet te kunnen verdedigen. Op 28 september speelde Del Potro in de eerste ronde van het ATP-toernooi van Bangkok weer zijn eerste wedstrijd. Deze wedstrijd verloor hij van de Belg Olivier Rochus: 7-6(7), 6-4.

### 2012

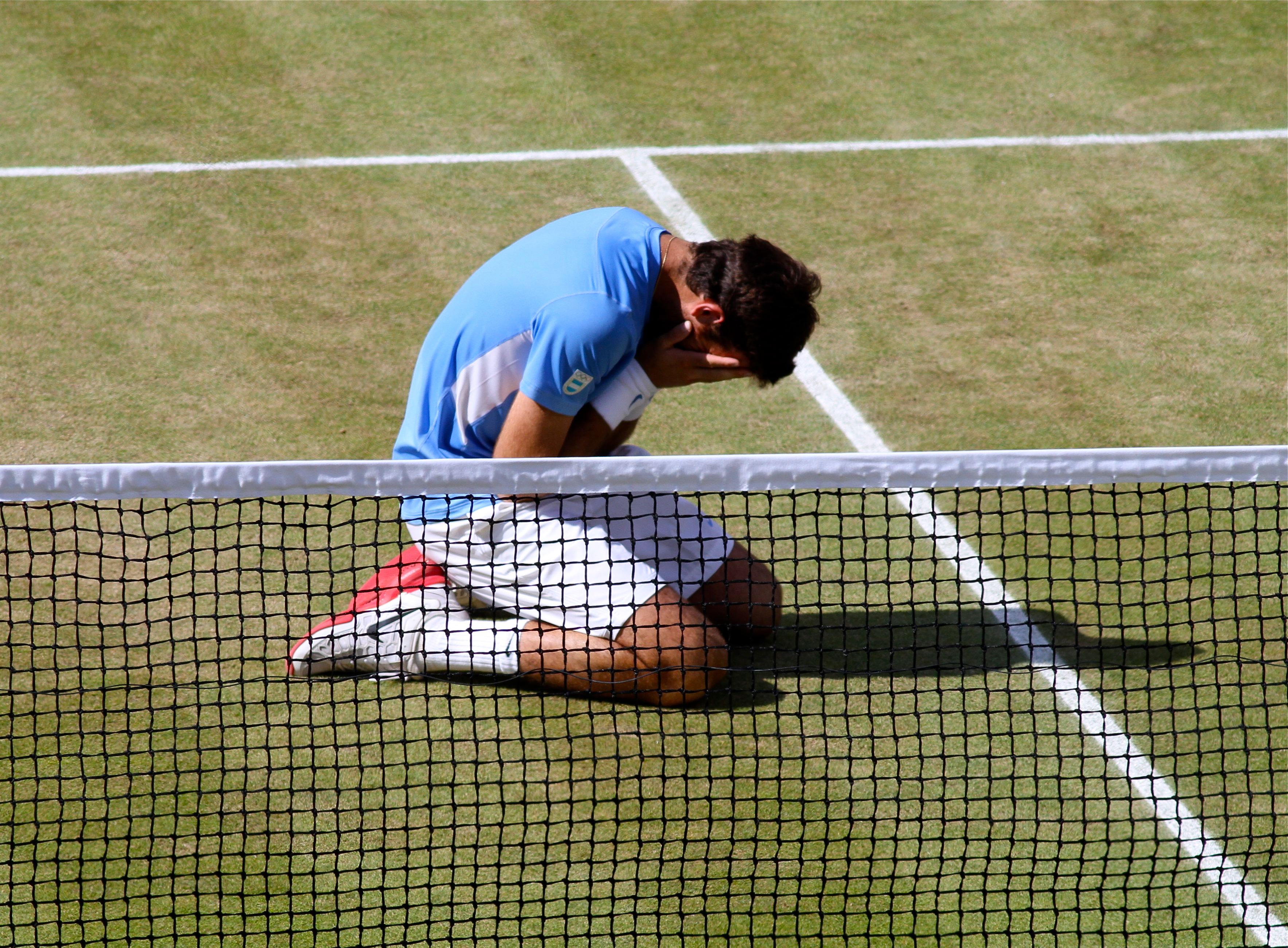
Del Potro op de Olympische Spelen in Londen

Op de Australian Open bereikte hij de kwartfinale waar hij verloor van Roger Federer. In februari haalde hij de finale van het ATP-toernooi van Rotterdam waar hij ook verloor van Roger Federer en op het ATP-toernooi van Marseille pakte hij de titel door in de finale van de Fransman Michaël Llodra te winnen. In mei pakte Del Potro zijn tweede titel van het jaar door op het ATP-toernooi van Estoril in de finale van Richard Gasquet te winnen. Op Roland Garros bereikte hij de kwartfinale waar hij verloor van Roger Federer en op Wimbledon werd hij in de vierde ronde uitgeschakeld door David Ferrer.
Op de Olympische Zomerspelen in Londen bereikte hij de halve finale, waarin hij verloor van Roger Federer. In de kleine finale versloeg hij Novak Đoković zodat hij huiswaarts keerde met de bronzen medaille. Op de US Open nam diezelfde Novak Đoković echter wraak door Del Potro in de kwartfinale te verslaan met 2-6, 6-7 en 4-6. Ook op de Masters versperde hij Del Potro de weg, ditmaal in de halve finale.

### 2013
De eerste grote afspraak van het jaar werd voor Del Potro geen succes: op de Australian Open verloor hij in de derde ronde van de Fransman Chardy: het werd 3-6, 3-6, 7-6, 6-3, 3-6.
Op het toernooi van Rotterdam in februari was het wel raak voor Del Potro: in de finale klopte hij de Fransman Benneteau, die eerder de toppers Federer en Simon uit het toernooi had geknikkerd. Op Roland Garros kwam hij niet in actie. Op Wimbledon bereikte hij de halve finale, waarin hij werd uitgeschakeld door Novak Đoković met 7-5, 4-6, 7-6, 6-7, 6-3.
In augustus won Del Potro het toernooi van Washington. Hij won in de finale van de Amerikaan John Isner met 3-6, 6-1, 6-2.

## Palmares
| Legenda                       | Legenda               |
| ----------------------------- | --------------------- |
| Grand Slam                    |                       |
| Olympische Spelen             |                       |
| tot 2009                      | vanaf 2009            |
| Tennis Masters Cup            | ATP Finals            |
| ATP Masters Series            | ATP Tour Masters 1000 |
| ATP International Series Gold | ATP Tour 500          |
| ATP International Series      | ATP Tour 250          |

### Enkelspel
| Nr.                  | Datum             | Toernooi              | Ondergrond    | Tegenstander in finale | Score                         | Details       |
| -------------------- | ----------------- | --------------------- | ------------- | ---------------------- | ----------------------------- | ------------- |
| Gewonnen finales     |                   |                       |               |                        |                               |               |
| 1.                   | 13 juli 2008      | ATP Stuttgart         | Gravel        | Richard Gasquet        | 6-4, 7-5                      | Details       |
| 2.                   | 20 juli 2008      | ATP Kitzbühel         | Gravel        | Jürgen Melzer          | 6-2, 6-1                      | Details       |
| 3.                   | 10 augustus 2008  | ATP Los Angeles       | Hardcourt     | Andy Roddick           | 6-1, 7-6(2)                   | Details       |
| 4.                   | 17 augustus 2008  | ATP Washington (1)    | Hardcourt     | Viktor Troicki         | 6-3, 6-3                      | Details       |
| 5.                   | 17 januari 2009   | ATP Auckland          | Hardcourt     | Sam Querrey            | 6-4, 6-4                      | Details       |
| 6.                   | 9 augustus 2009   | ATP Washington (2)    | Hardcourt     | Andy Roddick           | 3-6, 7-5, 7-6(6)              | Details       |
| 7.                   | 14 september 2009 | US Open               | Hardcourt     | Roger Federer          | 3-6, 7-6(5), 4-6, 7-6(4), 6-2 | Details       |
| 8.                   | 21 februari 2011  | ATP Delray Beach      | Hardcourt     | Janko Tipsarević       | 6-4, 6-4                      | Details       |
| 9.                   | 1 mei 2011        | ATP Estoril (1)       | Gravel        | Fernando Verdasco      | 6-2, 6-2                      | Details       |
| 10.                  | 26 februari 2012  | ATP Marseille         | Hardcourt (i) | Michaël Llodra         | 6-4, 6-4                      | Details       |
| 11.                  | 6 mei 2012        | ATP Estoril (2)       | Gravel        | Richard Gasquet        | 6-4, 6-2                      | Details       |
| 12.                  | 21 oktober 2012   | ATP Wenen             | Hardcourt (i) | Gilles Müller          | 7-6(4), 7-6(5)                | Details       |
| 13.                  | 28 oktober 2012   | ATP Bazel (1)         | Hardcourt (i) | Roger Federer          | 6-4, 6-7(5), 7-6(3)           | Details       |
| 14.                  | 17 februari 2013  | ATP Rotterdam         | Hardcourt (i) | Julien Benneteau       | 7-6(2), 6-3                   | Details       |
| 15.                  | 4 augustus 2013   | ATP Washington (3)    | Hardcourt     | John Isner             | 3-6, 6-1, 6-2                 | Details       |
| 16.                  | 6 oktober 2013    | ATP Tokio             | Hardcourt (i) | Milos Raonic           | 7-6(5), 7-5                   | Details       |
| 17.                  | 27 oktober 2013   | ATP Bazel (2)         | Hardcourt (i) | Roger Federer          | 7-6(3), 2-6, 6-4              | Details       |
| 18.                  | 12 januari 2014   | ATP Sydney            | Hardcourt     | Bernard Tomic          | 6-3, 6-1                      | Details       |
| 19.                  | 23 oktober 2016   | ATP Stockholm (1)     | Hardcourt (i) | Jack Sock              | 7-5, 6-1                      | Details       |
| 20.                  | 22 oktober 2017   | ATP Stockholm (2)     | Hardcourt (i) | Grigor Dimitrov        | 6-4, 6-2                      | Details       |
| 21.                  | 4 maart 2018      | ATP Acapulco          | Hardcourt     | Kevin Anderson         | 6-4, 6-4                      | Details       |
| 22.                  | 18 maart 2018     | ATP Indian Wells      | Hardcourt     | Roger Federer          | 6-4, 6-7(8), 7-6(2)           | Details       |
| Verloren finales     |                   |                       |               |                        |                               |               |
| 1.                   | 29 oktober 2008   | ATP Tokio             | Hardcourt     | Tomáš Berdych          | 1-6, 4-6                      | Details       |
| 2.                   | 16 augustus 2009  | ATP Montreal          | Hardcourt     | Andy Murray            | 7-6, 6-7, 1-6                 | Details       |
| 3.                   | 29 november 2009  | ATP World Tour Finals | Hardcourt     | Nikolaj Davydenko      | 3-6, 4-6                      | Details       |
| 4.                   | 30 oktober 2011   | ATP Wenen             | Hardcourt (i) | Jo-Wilfried Tsonga     | 7-6(5), 3-6, 4-6              | Details       |
| 5.                   | 19 februari 2012  | ATP Rotterdam         | Hardcourt (i) | Roger Federer          | 1-6, 4-6                      | Details       |
| 6.                   | 17 maart 2013     | ATP Indian Wells      | Hardcourt     | Rafael Nadal           | 6-4, 3-6, 4-6                 | details       |
| 7.                   | 13 oktober 2013   | ATP Shanghai          | Hardcourt     | Novak Djokovic         | 1-6, 6-3, 7-6                 | Details       |
| 8.                   | 14 augustus 2016  | Olympische Spelen     | Hardcourt     | Andy Murray            | 5-7, 6-4, 2-6, 5-7            | Details       |
| 9.                   | 29 oktober 2017   | ATP Bazel             | Hardcourt (i) | Roger Federer          | 7-6(5), 4-6, 3-6              | Details       |
| 10.                  | 13 januari 2018   | ATP Auckland          | Hardcourt     | Roberto Bautista Agut  | 1-6, 6-4, 5-7                 | Details       |
| 11.                  | 4 augustus 2018   | ATP Los Cabos         | Hardcourt     | Fabio Fognini          | 4-6, 2-6                      | Details       |
| 12.                  | 9 september 2018  | US Open               | Hardcourt     | Novak Djokovic         | 3-6, 6-7(4), 3-6              | Details       |
| 13.                  | 7 oktober 2018    | ATP Peking            | Hardcourt     | Nikoloz Basilasjvili   | 4-6, 4-6                      | Details       |
| Gewonnen challengers |                   |                       |               |                        |                               |               |
| 1.                   | 31 oktober 2005   | Montevideo            | Gravel        | Boris Pašanski         | 6-3, 2-6, 7-6                 | 6-3, 2-6, 7-6 |
| 2.                   | 3 april 2006      | Aguascalientes        | Gravel        | Sergio Roitman         | 3-6, 6-4, 6-3                 | 3-6, 6-4, 6-3 |
| 3.                   | 31 juli 2006      | Segovia               | Hardcourt     | Benjamin Becker        | 6-4, 5-7, 6-4                 | 6-4, 5-7, 6-4 |

### Dubbelspel
| Nr.                                  | Jaar             | Toernooi         | Ondergrond | Partner                  | Tegenstanders in finale           | Score            | Details |
| ------------------------------------ | ---------------- | ---------------- | ---------- | ------------------------ | --------------------------------- | ---------------- | ------- |
| Gewonnen finales herendubbelspel     |                  |                  |            |                          |                                   |                  |         |
| 1.                                   | 30 juli 2007     | ATP Indianapolis | Hardcourt  | Travis Parrott           | Tejmoeraz Gabasjvili Ivo Karlović | 3-6, 6-2, [10-6] | Details |
| Gewonnen challengers herendubbelspel |                  |                  |            |                          |                                   |                  |         |
| 1.                                   | 13 november 2005 | Guayaquil        | Gravel     | Juan Antonio Marín       | Luis Horna Ivan Miranda           | Walk-over        |         |
| 2.                                   | 9 april 2006     | Aguascalientes   | Gravel     | Martín Vassallo Argüello | Hector Almada Victor Romero       | 7-5, 7-5         |         |

### Landencompetities
| Nr.              | Datum               | Toernooi  | Ondergrond    | Partner(s)                                   | Tegenstanders in finale                           | Score               | Details |
| ---------------- | ------------------- | --------- | ------------- | -------------------------------------------- | ------------------------------------------------- | ------------------- | ------- |
| Gewonnen finales |                     |           |               |                                              |                                                   |                     |         |
| 1.               | 25-27 november 2016 | Davis Cup | Hardcourt (i) | Federico Delbonis Leonardo Mayer Guido Pella | Marin Čilić Ivo Karlović Ivan Dodig Franko Škugor | 3-2 (5 wedstrijden) | Details |

## Resultaten grote toernooien
| Legenda | Legenda                          |
| ------- | -------------------------------- |
| g.t.    | geen toernooi gehouden           |
| l.c.    | lagere categorie                 |
| –       | niet deelgenomen                 |
| G       | uitgeschakeld in de groepsfase   |
| 1R      | uitgeschakeld in de eerste ronde |
| 2R      | uitgeschakeld in de tweede ronde |
| 3R      | uitgeschakeld in de derde ronde  |
| 4R      | uitgeschakeld in de vierde ronde |
| KF      | uitgeschakeld in de kwartfinale  |
| HF      | uitgeschakeld in de halve finale |
| F       | de finale verloren               |
| W       | het toernooi gewonnen            |
| w-v     | winst/verlies-balans             |

### Enkelspel
| grandslamtoernooien   |      |      |      |      |      |      |    |      |      |      |    |      |      |      |
| Australian Open       | –    | 2R   | 2R   | KF   | 4R   | 2R   | KF | 3R   | 2R   | –    | –  | –    | 3R   | –    |
| Roland Garros         | 1R   | 1R   | 2R   | HF   | –    | 3R   | KF | –    | –    | –    | –  | 3R   | HF   | 4R   |
| Wimbledon             | –    | 2R   | 2R   | 2R   | –    | 4R   | 4R | HF   | –    | –    | 3R | 2R   | KF   | –    |
| US Open               | 1R   | 3R   | KF   | W    | –    | 3R   | KF | 2R   | –    | –    | KF | HF   | F    | –    |
| ATP World Tour Finals |      |      |      |      |      |      |    |      |      |      |    |      |      |      |
| ATP World Tour Finals | –    | –    | G    | F    | –    | –    | HF | G    | –    | –    | –  | –    | –    | –    |
| ATP Masters 1000      |      |      |      |      |      |      |    |      |      |      |    |      |      |      |
| Indian Wells          | –    | 2R   | –    | KF   | –    | HF   | KF | F    | –    | –    | 2R | 3R   | W    | –    |
| Miami                 | –    | 4R   | 2R   | HF   | –    | 4R   | 4R | 2R   | –    | 1R   | 2R | 3R   | HF   | –    |
| Monte Carlo           | –    | –    | –    | 2R   | –    | –    | –  | 3R   | –    | –    | –  | –    | –    | –    |
| Madrid                | l.c. | l.c. | l.c. | HF   | –    | 3R   | HF | –    | –    | –    | 2R | –    | 3R   | 2R   |
| Rome                  | –    | –    | 1R   | KF   | –    | –    | 3R | 3R   | –    | –    | –  | KF   | 3R   | KF   |
| Montreal/Toronto      | –    | 1R   | –    | F    | –    | 2R   | 2R | 3R   | –    | –    | –  | 2R   | –    | –    |
| Cincinnati            | –    | 3R   | –    | –    | –    | 2R   | HF | HF   | –    | –    | –  | 3R   | KF   | –    |
| Shanghai              | l.c. | l.c. | l.c. | 2R   | –    | –    | –  | F    | –    | –    | 1R | HF   | 3R   |      |
| Parijs                | –    | 2R   | 3R   | KF   | –    | –    | 3R | KF   | –    | –    | –  | KF   | –    |      |
| olympisch             |      |      |      |      |      |      |    |      |      |      |    |      |      |      |
| Olympische Spelen     | g.t. | g.t. | –    | g.t. | g.t. | g.t. | HF | g.t. | g.t. | g.t. | F  | g.t. | g.t. | g.t. |
| statistieken          |      |      |      |      |      |      |    |      |      |      |    |      |      |      |
| totaal aantal titels  | 0    | 0    | 4    | 3    | 0    | 2    | 4  | 4    | 1    | 0    | 1  | 1    | 2    |      |
| eindejaarsranking     | 92   | 44   | 9    | 5    | 258  | 11   | 7  | 5    | 137  | 590  | 38 | 11   | 5    |      |

### Dubbelspel
| toernooi             | 2006 | 2007 | 2008 | 2009 | 2010 | 2011 | 2012 | 2013 | 2014 | 2015 | 2016 | 2017 | 2018 | 2019 |
| -------------------- | ---- | ---- | ---- | ---- | ---- | ---- | ---- | ---- | ---- | ---- | ---- | ---- | ---- | ---- |
| grandslamtoernooien  |      |      |      |      |      |      |      |      |      |      |      |      |      |      |
| Australian Open      | –    | –    | –    | –    | –    | –    | –    | –    | –    | –    | –    | –    | –    | –    |
| Roland Garros        | 1R   | 1R   | –    | –    | –    | –    | –    | –    | –    | –    | –    | –    | –    | –    |
| Wimbledon            | –    | 1R   | 1R   | –    | –    | –    | –    | –    | –    | –    | –    | –    | –    | –    |
| US Open              | –    | –    | –    | –    | –    | –    | –    | –    | –    | –    | –    | –    | –    | –    |
| ATP Masters 1000     |      |      |      |      |      |      |      |      |      |      |      |      |      |      |
| Indian Wells         | –    | –    | –    | KF   | –    | –    | –    | –    | 1R   | –    | 2R   | 1R   | 1R   | –    |
| Miami                | –    | –    | –    | –    | –    | –    | –    | –    | –    | –    | –    | –    | –    | –    |
| Monte Carlo          | –    | –    | –    | –    | –    | –    | –    | –    | –    | –    | –    | –    | –    | –    |
| Madrid               | l.c. | l.c. | l.c. | HF   | –    | –    | –    | –    | –    | –    | –    | –    | 1R   | 2R   |
| Rome                 | –    | –    | –    | 1R   | –    | –    | –    | –    | –    | –    | –    | –    | 2R   | 1R   |
| Montreal/Toronto     | –    | –    | –    | –    | –    | –    | –    | –    | –    | –    | –    | –    | –    | –    |
| Cincinnati           | –    | –    | –    | –    | –    | –    | –    | –    | –    | –    | –    | –    | –    | –    |
| Shanghai             | l.c. | l.c. | l.c. | –    | –    | –    | 1R   | –    | –    | –    | –    | –    | –    |      |
| Parijs               | –    | –    | –    | 1R   | –    | –    | –    | –    | –    | –    | –    | –    | –    |      |
| olympisch            |      |      |      |      |      |      |      |      |      |      |      |      |      |      |
| Olympische Spelen    | g.t. | g.t. | –    | g.t. | g.t. | g.t. | –    | g.t. | g.t. | g.t. | 2R   | g.t. | g.t. | g.t. |
| statistieken         |      |      |      |      |      |      |      |      |      |      |      |      |      |      |
| totaal aantal titels | 0    | 1    | 0    | 0    | 0    | 0    | 0    | 0    | 0    | 0    | 0    | 0    | 0    |      |
| eindejaarsranking    | 252  | 178  | 262  | 118  | —    | 185  | 563  | 796  | 579  | —    | 351  | 314  | 330  |      |